# گئورگیوس سارداکیس
گئورگیوس سارداکیس (یونانی: Γεώργιος Σαριδάκης؛ ۱۸۸۵ – نامعلوم) ورزشکار دو و میدانی اهل یونان بود.